# Leonid Ivanovič Fëdorov
Leonid Ivanovič Fëdorov (San Pietroburgo, 4 novembre 1879 – Kirov, 7 marzo 1935) è stato un esarca russo.

## Biografia

### Infanzia
Leonid Ivanovič Fëdorov nacque a San Pietroburgo, in Russia, il 4 novembre 1879 in una famiglia di fede ortodossa. Suo padre, Ivan, era proprietario di un ristorante di discreto successo ed era figlio di un servo della gleba. Sua madre, Ljubov' Fëdorova, una donna di origine greca, lo dovette crescere da sola, dopo la morte prematura del marito. Fu grazie a sua madre che Leonid crebbe come membro devoto della Chiesa ortodossa russa, e contemporaneamente, come appassionato lettore di romanzi popolari dell'epoca.
Leonid ricordò in seguito: "Così ho cominciato a divorare i più famosi romanzieri francesi del giorno, Zola, Hugo, Maupassant e Dumas. Conobbi il Rinascimento italiano e della sua letteratura corrotta, Boccaccio e Ariosto. La mia testa è venuta per essere come una fogna in cui è stato svuotato il fango più ripugnante".

### Formazione
Dopo la laurea al Secondo Ginnasio Imperiale nel 1901, si iscrisse all'Accademia Teologica di San Pietroburgo, al fine di studiare per il sacerdozio nella Chiesa ortodossa russa. Dopo del tempo passato a riflettere, lasciò l'accademia nell'estate del 1902 per abbracciare il cattolicesimo. Per viaggiare verso Roma, passò per Leopoli, allora parte dell'Impero austro-ungarico, ove incontrò Andrej Szeptycki, arcieparca di Leopoli degli Ucraini della Chiesa greco-cattolica ucraina, che approvò e benedisse la sua missione.
Il 31 luglio 1902, Leonid è stato formalmente accolto nella Chiesa cattolica presso la chiesa del Gesù a Roma, ottenendo anche un'udienza con papa Leone XIII. In seguito, iniziò a studiare presso il Pontificio Collegio Leoniano di Anagni sotto il falso nome di "Leonidas Pierre", per tenersi lontana l'Ochrana, la polizia segreta dello zar poiché fino al 1905 era un reato l'apostasia dalla fede ortodossa, grave soprattutto per un chierico. Nel Seminario restò fino al 1907, e nell'anno successivo, il 1908, studiò presso il Collegio nel Palazzo di Propaganda Fide, ma la sua permanenza lì fu breve, poiché nel 1910 si trasferì a Friburgo, in Svizzera, dove con il falso nome di "Antonio Cremona" completò i suoi studi in teologia. Sebbene egli avesse inizialmente deciso di adottare il rito latino, mentre stava studiando, scelse di rimanere fedele alla liturgia e ai costumi dell'Oriente cristiano, così, con il pieno consenso e l'incoraggiamento di papa Pio X, futuro santo, venne trasferito alla Chiesa greco-cattolica russa.

### Ministero sacerdotale
Dopo anni di inseguimento da parte dell'Ochrana, Leonid venne ordinato presbitero a Costantinopoli, nella chiesa della Santissima Trinità a Galata, dall'arcivescovo Michail Mirov, il 25 marzo 1911. Trascorse gli anni successivi in Bosnia e in Ucraina, e decise di unirsi ai Monaci studiti ucraini, ricevendo la tonsura con il nome monastico di 'Leontiy' il 12 marzo 1913. Sotto i due falsi nomi di "Leonidas Pierre" e "Antonio Cremona", pubblicò numerose opere storiche e teologiche.

### Primo arresto e ministero episcopale
Alla vigilia della prima guerra mondiale, tornò a San Pietroburgo, e fu immediatamente esiliato a Tobol'sk in Siberia perché ritenuto una potenziale minaccia per il governo zarista che mantenne l'ortodossia russa come religione di Stato anche dopo la rivoluzione russa del 1905 quando fu ampliata la libertà religiosa. Mentre era in esilio, iniziò a soffrire di reumatismi, ma si tenne in contatto con i cattolici russi e spedì loro delle lettere. Dopo la Rivoluzione di febbraio, il governo provvisorio ordinò il rilascio di tutti i prigionieri politici, e di conseguenza anche di Leonid. Venne convocato un Sinodo di tre giorni, dal 29 al 31 maggio 1917, della Chiesa greco-cattolica russa aperto in San Pietroburgo sotto la direzione del metropolita Andrej Szeptycki, e in questa occasione, lo ieromonaco venne nominato esarca dell'esarcato apostolico di Russia. Andrej Szeptycki volle concedergli la consacrazione episcopale, ma lo ieromonaco rifiutò la proposta. Il 1º marzo 1921, la sua nomina venne approvata da papa Benedetto XV.
Dopo la Rivoluzione d'ottobre, la Chiesa greco-cattolica russa poté continuare la sua opera pacificamente fino alla persecuzione religiosa che iniziò in Russia nel 1922, e per questo l'esarca dovette svolgere il suo ministero in segreto. Al clero venne proibito predicare la religione ai minori di diciotto anni di età, e poi tutti gli oggetti sacri vennero confiscati. Quando sia l'esarca Leonid Fëdorov, sia l'arcivescovo Jan Cieplak rifiutarono di permettere questo, tutte le parrocchie cattoliche vennero forzatamente chiuse dallo Stato.

### Secondo arresto e morte
Nel 1922 iniziarono apertamente le persecuzioni religiose. Ai chierici fu proibito di predicare la religione a chiunque avesse meno di diciotto anni. Quindi, fu ordinato che tutti gli oggetti sacri fossero sequestrati per "alleviare le conseguenze della carestia" e dei consigli laici chiamati "dvatsatkii" furono installati in ogni parrocchia dalla GPU con l'intenzione di rendere i preti dei semplici impiegati. Quando sia l'esarca Leonid che l'arcivescovo di rito latino Jan Cieplak si rifiutarono di autorizzarlo, tutte le parrocchie cattoliche furono forzatamente chiuse dallo Stato.
Il 23 febbraio 1923, venne arrestato. Il 21 marzo dello stesso anno, l'esarca Leonid Fëdorov, l'arcivescovo Cieplak, monsignor Konstanty Budkiewicz, altri quattordici sacerdoti cattolici e un laico vennero processati a Mosca davanti al tribunale rivoluzionario per attività controrivoluzionarie.
Secondo padre Christopher L. Zugger,
Il corrispondente del New York Herald Francis McCullagh, che era presente al processo, in seguito descrisse il quarto giorno come segue:
A differenza degli altri imputati, l'esarca Leonid insistette per difendersi da solo, il che portò ad alcuni dei momenti più drammatici del processo. Secondo padre Zugger,
Con il verdetto già deciso in anticipo, l'arcivescovo Cieplak e monsignor Budkiewicz vennero entrambi condannati a morte. Invece, per l'esarca la sentenza di dieci anni di carcere fu più benevola. Il clamore internazionale che seguì l'ingiusto processo, obbligò il governo sovietico a un rinvio dell'esecuzione. Dopo aver scontato i primi tre anni della sua condanna a Mosca, nella prigione di Butyrka, l'esarca venne trasferito al campo di prigionia di Solovki, situato in un ex monastero dell'isola nel Mar Bianco. Lì gli fu offerto di celebrare la messa in una cappella appena restaurata. Il 6 agosto 1929, venne rilasciato alla città di Pinega nell'Oblast' di Arcangelo e messo ai lavori forzati nelle miniere di carbone. Dopo aver continuato ad insegnare il catechismo ai ragazzi, venne trasferito al villaggio di Poltava, in Ucraina, dove completò la sua pena nel 1932. Scelse di risiedere a Vjatka, dove, logorato dai rigori della sua prigionia, morì il 7 marzo 1935.

### Causa di beatificazione
Nel 1937, il metropolita Andrej Szeptycki, diede il via al processo diocesano di beatificazione. Venne beatificato il 27 giugno 2001 durante una cerimonia tenutasi all'ippodromo di Leopoli e presieduta da papa Giovanni Paolo II. Leonid Fëdorov rimane profondamente venerato dai cattolici russi.